# Yuki Tanabe
Yuki Tanabe (født 25. august 1989) er en kvindelig japansk håndboldspiller som spiller for Hokkoku Bank Handball og Japans kvindehåndboldlandshold.
Hun repræsenterede Japan, da hun var blandt de udvalgte i landstræner Ulrik Kirkelys endelige trup ved Sommer-OL 2020 i Tokyo, hvor holdet endte på en samlet 12. plads. Hun deltog også ved VM 2015 i Danmark og VM 2017 i Tyskland.
Hun var også med til at vinde sølv ved Asienmesterskabet i 2018 på hjemmebane, dog efter finale-nederlag til Sydkorea, med cifrene 25-30.